# 1796 Riga
1796 Riga este un asteroid din centura principală de asteroizi.

## Descriere
1796 Riga este un asteroid din centura principală de asteroizi. A fost descoperit pe 16 mai 1966 la Observatorul de Astrofizică din Crimeea de Nikolai Cernîh. El prezintă o orbită caracterizată de o semiaxă mare de 3,35 ua, o excentricitate de 0,06 și o înclinație de 22,6° în raport cu ecliptica.